# Gotra pomonellae
Gotra pomonellae là một loài tò vò trong họ Ichneumonidae.